# Museo Castiglioni

Le Musée Giannino Castiglioni est un musée civique d'art et design basé à Lierna sur le lac de Côme. Il est dédié à l'artiste Giannino Castiglioni qui a dessiné tout le village de Lierna, en sculptant de nombreux espaces, y compris ses escaliers iconiques. Dans son atelier de Lierna Castiglioni, il sculpta la porte de S. Ambrogio dans le Dôme de Milan. Le directeur du musée Annamaria Ranzi est le référent scientifique.

## Histoire
Le musée qui est dédié à l'artiste Giannino Castiglioni a été fondé en 2015 suite sa donation en 2003 par les héritiers  à la municipalité de Lierna. Le musée, qui compte environ 300 œuvres du sculpteur et des études en plâtre, est installé dans la mairie et le centre communautaire.
En 2015, la municipalité a entrepris une campagne de restauration de 24 œuvres. Les objectifs sont de retracer les principales étapes de la vie du sculpteur et de l'histoire du territoire. Le musée comporte aussi des œuvres d'autres artistes et designers qui à travers les siècles ont mis en valeur le territoire du lac de Côme.